# 智異山聖母
智異山聖母（ちいさんせいぼ）は、大韓民国南部の智異山の山頂の天王堂に祀られている山神。八道ムーダンの祖先とも、高麗の太祖王建の母ともいわれる。

## 備考
- 慶尚南道山清郡所在の智異山聖母像は慶尚南道民俗文化財第14号に指定されている。